# Lourdes Viana
María de Lourdes Viana Posadas (Juanicó, Uruguay, 10 de febrero de 1990) es una futbolista uruguaya que juega de delantera.

## Trayectoria
Jugó en Cerro entre 2007 y 2014, consiguiendo el campeonato 2012.
En 2015 jugó la Copa Libertadores y ganó el campeonato uruguayo con Colón.
Para la temporada siguiente pasó a Peñarol. Luego de un tercer puesto en la temporada 2016, consiguió los campeonatos de 2017 (donde convirtió dos goles en la final), 2018 y 2019. Estos campeonatos le permitieron participar de la Libertadores 2018 y 2019.

## Selección nacional
Participó con la selección uruguaya sub-20 en el Sudamericano 2010. Con la mayor jugó en la Copa América Femenina 2014, donde convirtió un gol en el debut contra Venezuela.

### Participaciones con la Selección nacional
| Mundial                    | Sede     | Resultado    | Partidos | Goles |
| -------------------------- | -------- | ------------ | -------- | ----- |
| Sudamericano 2010 sub-20   | Colombia | Primera fase |          | 1     |
| Copa América Femenina 2014 | Ecuador  | Primera fase | 3        | 1     |

## Clubes
| Club           | País       | Año       |
| -------------- | ---------- | --------- |
| Cerro          | Uruguay    | 2007-2014 |
| Colón F. C.    | Uruguay    | 2015      |
| Peñarol        | Uruguay    | 2016-2021 |
| Wanderers      | Uruguay    | 2022      |
| Sporting F. C. | Costa Rica | 2022-2023 |

## Palmarés

### Títulos nacionales
| Título                  | Equipo                | País       | Año  |
| ----------------------- | --------------------- | ---------- | ---- |
| Campeonato Uruguayo     | Club Atlético Cerro   | Uruguay    | 2012 |
| Campeonato Uruguayo     | Colón Fútbol Club     | Uruguay    | 2015 |
| Campeonato Uruguayo     | Club Atlético Peñarol | Uruguay    | 2017 |
| Campeonato Uruguayo     | Club Atlético Peñarol | Uruguay    | 2018 |
| Campeonato Uruguayo     | Club Atlético Peñarol | Uruguay    | 2019 |
| Supercopa de Costa Rica | Sporting F. C.        | Costa Rica | 2022 |

### Distinciones individuales
| Distinción                                                                               | Año  |
| ---------------------------------------------------------------------------------------- | ---- |
| Máxima goleadora del Campeonato Uruguayo (25 goles)                                      | 2014 |
| Máxima goleadora de la Primera División de Costa Rica del Torneo Apertura 2023 (9 goles) | 2023 |